# Джогіль (перевал)
Джогіль — гірський перевал в Українських Карпатах, в масиві Яловичорські гори. Розташований на півдні Путильського району Чернівецької області, на вододілі річок Сучави і Яловичери (права притока Білого Черемошу).
Висота перевалу — 1160 м. Перевалом проходить дорога місцевого значення, яка з'єднує села Шепіт і Верхній Яловець. Перевал автомобільний, без твердого покриття (ґрунтова дорога), з багатьма крутими і місцями стрімкими серпантинами. Взимку перевалом майже не користуються.